# کارینه گیراگوسیان

کارینه گغامی گیراگوسیان (ارمنی: Կարինե Գեղամի Կիրակոսյան؛ انگلیسی: Karine Kirakosyan زادهٔ ۱۰ ژوئیهٔ ۱۹۶۰) یک اقتصاددان و سیاستمدار اهل ارمنستان است که از تاریخ ۲۵ مارس ۲۰۰۴ تا تاریخ  ۲۲ ژوئن ۲۰۱۱سمت ریاست کمیته مدیریت اموال دولتی جمهوری ارمنستان را برعهده داشت -->.

## زندگی‌نامه
در ۱۰ ژوئیهٔ ۱۹۶۰ در ایروان به دنیا آمد و از دانشگاه دولتی اقتصاد ارمنستان فارغ‌التحصیل شد. وی برنده جوایزی همچنین نشان آنانیا شیراکاتسی شده است. 

## یادداشت
1. ↑  ՀՀ Կառավարությանն առընթեր պետական գույքի կառավարման վարչության պետ
2. ↑  Տնտեսագիտության թեկնածու